# رادویو
رادویو (انگلیسی: RadView) شرکت نرم‌افزار آمریکایی است، که در سال ۱۹۹۳ تأسیس شد.